# Shu Abe
Shu Abe (阿部 嵩 Abe Shu?, nacido el 7 de junio de 1984 en Osaka) es un exfutbolista japonés. Jugaba de centrocampista y su último club fue el FC Machida Zelvia de Japón.

## Trayectoria

### Clubes
| Club              | País  | Año         |
| ----------------- | ----- | ----------- |
| Kashiwa Reysol    | Japón | 2007 - 2009 |
| Avispa Fukuoka    | Japón | 2009 - 2010 |
| Zweigen Kanazawa  | Japón | 2011 - 2012 |
| FC Machida Zelvia | Japón | 2013        |